# Mette Brunsborg
Mette Brunsborg (født 19. februar 1975) er en dansk landmand og JYSK-arving. Hun regnes som én af de rigeste kvinder i Danmark.
Siden 2016 har hun været bestyrelsesmedlem i JYSK Holding. 

## Historie
Selvom Mette Brunsborg er opvokset med farens firma JYSK, har hun aldrig, modsat storebror Jacob Brunsborg, haft ansættelses i familiefirmaet. Hun valgte at holde sig udenfor det offentlige rampelys, og uddannede sig til landmand.
I 2016 indtrådte Mette Brunsborg for første gang i bestyrelsen hos familiens holdingselskab JYSK Holding.
Efter farens, Lars Larsen, død i august 2019 står Mette Brunsborg til at blive den andenrigeste kvinde i Danmark, efter Ecco-arvingen Hanni Toosbuy Kasprzak, og foran LEGO-arving Sofie Kirk Kristiansen. Børnene Søren og Line fik i 2017 mellem ti og 15 procent ejerandel af JYSK-koncernen.

## Privatliv
Mette Brunsborg er datter af butiksassistent Kristine “Kris” Brunsborg og købmand Lars Larsen. Hun har storebror Jacob Brunsborg.
Den 26. februar 2000 blev Mette Brunsborg gift med den ligeledes uddannede landmand Jørgen Hansen (f. 1966). De slog sig ned på en større landejendom ved Østerbølle i Vesthimmerlands Kommune. Her har de fået børnene Søren og Line i 2001 og 2006.